# Такер Карлсон
Такер Свонсон Макнір Карлсон (англ. Tucker Swanson McNear Carlson; 16 травня 1969, Сан-Франциско, Каліфорнія) — американський телеведучий і політичний оглядач, відомий поширенням дезінформації, ультраконсервативними поглядами, просуванням теорій змови, антивакцинаторства, виступами проти абортів, фемінізму, ЛГБТ і мігрантів. Найбільшу популярність здобув як ведучий політичного ток-шоу «Tucker Carlson Tonight» на Fox News (з 2016-го по 2023-й рік).. Внесений до бази українського сайту «Миротворець»  8 червня 2023 року за свідому участь у антиукраїнській проросійській пропаганді, звинувачений у м'якій пропаганді рашизму, звинувачений у публічній підтримці російській агресії, у посяганні на суверенітет і територіальну цілісність України. Учасник антиукраїнських пропагандистських заходів Росії проти України та  актів гуманітарної агресії проти України та українців.
Є активним трампістом, просуває російську пропаганду щодо України (зокрема, про так звані «біолабораторії»), прихильно ставиться до ворогів США, таких як: Володимир Путін, Башар Асад та Кім Чен Ин. 2021 року журнал Time назвав Такера найвпливовішим консерватором США.

## Біографія
Він народився у Сан-Франциско 16 травня 1969. Його батько, Річард Ворнер Карлсон, збудував кар’єру в журналістиці, а згодом у політиці. Мати Ліза МакНір була художницею. Батьки розлучилися, коли Карлсону було шість років. Такер навчався в школі-інтернаті Род-Айленду. Після — вступив до коледжу Триніті, де, як сам розповідав, часто пиячив.
Медійна карʼєра Карлсона розпочалася з газети Arkansas Democrat-Gazette, на телебаченні він з 2000 року. Став відомим журналістом у 1990-х, пишучи, з-поміж іншого, для журналу «The Weekly Standard». Працював коментатором для CNN з 2000 по 2005 рік, був співведучим «Crossfire». Із 2005 по 2008 був ведучим вечірньої програми «Tucker» на MSNBC. Із 2009 року працює політичним аналітиком для Fox News. 2010 року Такер Карслон співзаснував і був першим головним редактором консервативного новинно-публіцистичного вебсайту «The Daily Caller».
Автор двох книг — мемуарів «Політики, партизани та паразити: мої пригоди на кабельних новинах» (2003) та «Корабель невдах: як егоїстичний правлячий клас веде Америку до межі революції»(2018).
Такер Карлсон працював на телеканалі Fox News, проте у травні 2023-го компанія припинила співпрацю з телеведучим, не пояснюючи причин. Уже в червні Карлсон започаткував нове шоу в мережі X, де продовжив відстоювати російську дезінформацію. А в грудні 2023-го запустив власну стримінгову платформу Tucker Carlson Network.

## Погляди
Навесні 2021 року у своєму шоу Карлсон заявив про «теорію заміни білих», згідно якої, еліти начебто планують замінити білих християнських виборців небілими іммігрантами.
Карлсон заперечував серйозність пандемії коронавірусу та висміював вакцинацію, в одному з ефірів без посилань на дослідження та статистику сказав: «Майже 4000 людей померли після того, як щепилися від COVID». Він також запевняв, що якщо людей і після щеплення закликають носити маски, вакцина недієва.

### Погляди щодо України
Систематично і регулярно поширював російську пропаганду та дезінформацію.
Долучився до спроб обґрунтувати дезінформацію, поширювану російською пропагандою про наявність в Україні таємних біологічних лабораторій, до яких нібито причетний син Джо Байдена — Гантер Байден. Російські державні ЗМІ публікували ролики та коментарі Карлсона без редагування.
Виправдовує вторгнення в Україну — назвав незначним прикордонним конфліктом, заперечував суверенітет та незалежність України. 11 березня 2025 року заявив, що «Український уряд був встановлений ЦРУ у ході перевороту в 2014 році. Так що це не суверенна держава».
«„Тому що прямо тут у своєму шоу сьогодні ввечері він говорить своїй аудиторії, що демократи і наш власний уряд погані, а Путін хороший“, — написав він у Twitter. „Він небезпечний, тому що сьогодні ввечері мільйони й мільйони американців кивають на знак згоди з ним“.» — Американський політик Вільям Джозеф Волш.
Послідовно заперечує небезпеку, зокрема і для США. Безперешкодно використовує медіа-платформу Fox News для інформаційних маніпуляцій з метою доступу до американської аудиторії, аби поширювати путінську та китайську пропаганди.
У лютому 2025 року поширював інформацію що Україна перепродає зброю від США мексиканським наркокартелям. Він додав також, що американські спецслужби начебто знають про це, а ЦРУ нібито отримує від цього прибутки.

## Сім'я
Сьюзен Томсон Карлсон/Ендрюс - дружина у них 4 дітей;
Баклі Пек Карлсон - молодший брат;
Хопі Карлсон - донька;
Ліллі Карлсон - донька;
Дороті Карлсон - донька.